# Louis Perrée
Louis Léonce Théophile Perrée (* 25. März 1871 in Paris; † 1. März 1924 in Ivry-la-Bataille) war ein französischer Fechter.

## Erfolge
Louis Perrée nahm 1900 in London an den Olympischen Spielen im Degenfechten teil. In der Finalrunde gelangen ihm vier Siege, sodass er den Wettbewerb hinter Ramón Fonst auf dem zweiten Rang abschloss. Im nur 1900 ausgetragenen Wettbewerb im Degenfechten für Amateure und Fechtmeister belegte er den geteilten fünften Rang.